# Scorpiops furai
Espèce
Scorpiops furai est une espèce de scorpions de la famille des Scorpiopidae.

## Distribution
Cette espèce est endémique du Meghalaya en Inde. Elle se rencontre dans les districts des West Garo Hills et de Ri-Bhoi.

## Description
La femelle holotype mesure 52,31 mm.

## Étymologie
Cette espèce est nommée en l'honneur de Vladimír Fura.

## Publication originale
- Kovařík, 2020 : Nine new species of Scorpiops Peters, 1861 (Scorpiones: Scorpiopidae) from China, India, Nepal, and Pakistan. Euscorpius, no 302, p. 1-43 (texte intégral).